# Give It Up
Give It Up ist ein Lied von KC and the Sunshine Band aus dem Jahr 1982, das von Harry Wayne Casey und Deborah Carter geschrieben wurde und auf den Alben All in a Night’s Work und KC Ten erschien.

## Geschichte
Zu Beginn der 1980er Jahre mussten viele Interpreten der Disco-Ära einen Rückschlag in den Charts verkraften. So kam dieser Song für KC and the Sunshine Band als Comeback wie gerufen. Er wurde ihr größter Hit auf der Ostseite des Atlantiks. Die Veröffentlichung erfolgte im August 1982 in den USA und in den folgenden Monaten dann international. In Großbritannien und Irland erreichte der Post-Disco-Song die Spitze der Charts.
Bei einigen Sportveranstaltungen in Großbritannien findet das Lied Verwendung, so auch beim 2012 Scottish Cup Final beim 5:1-Sieg von Heart of Midlothian gegen Hibernian Edinburgh und war dabei zugleich Hommage an den einstigen Heart-of-Midlothian-Manager Paulo Sérgio Bento Brito. Der niederländische Dartspieler Vincent van der Voort verwendet Give It Up als Einlaufmusik. Von Dartfans wird zudem die Melodie des Refrains häufig auf die Namen ihrer Stars gesungen.

## Kommerzieller Erfolg

### Chartplatzierungen
| ChartsChartplatzierungen       | Höchstplatzierung | Wochen |
| ------------------------------ | ----------------- | ------ |
| Deutschland (GfK)              | 23 (12 Wo.)       | 12     |
| Vereinigte Staaten (Billboard) | 18 (21 Wo.)       | 21     |
| Vereinigtes Königreich (OCC)   | 1 (14 Wo.)        | 14     |

| ChartsJahrescharts (1983)    | Platzierung |
| ---------------------------- | ----------- |
| Vereinigtes Königreich (OCC) | 19          |

| ChartsJahrescharts (1984)      | Platzierung |
| ------------------------------ | ----------- |
| Vereinigte Staaten (Billboard) | 75          |

### Auszeichnungen für Musikverkäufe
| Land/Region                  | Auszeichnungen für Musikverkäufe (Land/Region, Auszeichnung, Verkäufe) | Verkäufe |
| ---------------------------- | ---------------------------------------------------------------------- | -------- |
| Australien (ARIA)            | Gold                                                                   | 35.000   |
| Neuseeland (RMNZ)            | Platin                                                                 | 30.000   |
| Vereinigtes Königreich (BPI) | Platin                                                                 | 600.000  |
| Insgesamt                    | 1× Gold · 2× Platin ·                                                  | 665.000  |

## Cut-’n’-Move-Versionen
Im Jahr 1993 coverte die dänische Dance-Formation Cut ’n’ Move das Lied und wurde in Australien 1994 ein Nummer-eins-Hit, in Neuseeland erreichte es Platz 5. In vielen Ländern Europas wie Deutschland (Platz 6), Österreich (Platz 6), Schweiz (Platz 34), Niederlande (Platz 30), Belgien (Platz 43), Schweden (Platz 6) und Norwegen (Platz 2) avancierte sich das Cover relativ erfolgreich. Zudem ist es auch auf der Kompilation Dancemania Covers enthalten.

### Chartplatzierungen
| ChartsChartplatzierungen     | Höchstplatzierung | Wochen |
| ---------------------------- | ----------------- | ------ |
| Deutschland (GfK)            | 6 (26 Wo.)        | 26     |
| Österreich (Ö3)              | 6 (12 Wo.)        | 12     |
| Schweiz (IFPI)               | 34 (2 Wo.)        | 2      |
| Vereinigtes Königreich (OCC) | 61 (2 Wo.)        | 2      |

| ChartsJahrescharts (1993) | Platzierung |
| ------------------------- | ----------- |
| Deutschland (GfK)         | 33          |

### Auszeichnungen für Musikverkäufe
| Land/Region       | Auszeichnungen für Musikverkäufe (Land/Region, Auszeichnung, Verkäufe) | Verkäufe |
| ----------------- | ---------------------------------------------------------------------- | -------- |
| Australien (ARIA) | Platin                                                                 | 70.000   |
| Insgesamt         | 1× Platin ·                                                            | 70.000   |

## Weitere Coverversionen
- 1985: Russ Abbot
- 1992: Etta James
- 2001: Jive Bunny & the Mastermixers (Ultimate 80s Party)
- 2001: Girls to Girls
- 2002: Captain Jack
- 2007: Die Lollies (Liveversion)
- 2008: BeFour
- 2010: The Black Eyed Peas (Love You Long Time)
- 2012: Andrew Spencer
- 2013: Lou Bega
- 2013: Follow Your Instinct feat. Alexandra Stan (Baby, It’s OK)

Nach dem Tod von der britischen Königin Elisabeth II. sangen Anhänger des Dubliner Fußballclubs Shamrock Rovers auf die Melodie von „Give It Up“ den Text „Lizzie’s in a box“.